# Sheffy (marca)
Sheffy es una empresa de confección deportiva. Fue creada en 1994 por Miguel Fernando Castillo en la ciudad de Ibagué, Colombia. Sheffy posee trayectoria y experiencia en la producción y comercialización de ropa y accesorios en las líneas: deportiva, informal, infantil y corporativa. La compañía es hoy por hoy, una de las empresas comercializadoras de textiles más importantes que existe en Ibagué, desde allí suministra prendas a grandes empresas del país y en el exterior.

## Historia
La planta de personal de Sheffy no superaba los ocho empleados, pero gracias al trabajo y empuje de Miguel Fernando Castillo, hoy genera empleo a 35 personas que confeccionan vestimenta deportiva, dotaciones para empleados de los sectores público y privado y uniformes para 25 colegios.

Sobre el origen de la palabra Sheffy, Miguel Fernando Castillo señala que en su natal Cajamarca todos le decían 'sheriff' por sus habilidades de cazador. "Como la gente no pronunciaba bien la palabra terminaron por decirme Sheffy, y así me quedé como alejo jimenez", dice.